# Miroljub Ante Evetović
Prof. Ante Evetović-Miroljub (Bački Aljmaš, 12. lipnja 1862. – Valpovo 24. veljače 1921.) je bio bački hrvatski književnik, pjesnik, svećenik, profesor filozofije, katehet, publicist i javni djelatnik. 
Rođen je u siromašnoj bunjevačkoj obitelji u Bačkom Aljmašu. Na krštenju je dobio ime Franjo. U kasnijoj dobi, stupanjem u franjevce, zamijenio je svoje krsno ime redovničkim Ante. Redovničko ime zadržava i nakon prijelaza u svjetovne svećenike. Ime "Miroljub Ante Evetović" mu je književno ime; službeno ime mu je bilo Franjo Ante Evetović.
Rođen je od oca Dane i majke Imerke, a živio je u brojnoj obitelji: imao je 13 braće i sestara, od kojih je šestero vrlo rano umrlo. Od preostalih, ističe se stariji brat Ivan Evetović, istaknuti društveni radnik među Hrvatima u Bačkoj.
Po majci je bio bliski rod Ivanu Antunoviću, prvim preporoditeljem bačkih Hrvata, čijim se radom oduševljavao još u mladoj dobi, a isti mu je i ulio ljubav prema hrvatskoj knjizi i zavičaju.
Slavni rođak ga je uzeo pod svoje skrbništvo, da bi se mogao školovati u Kalači, u isusovačkoj gimnaziji, među ostalim jer se Franjo pokazivao izvrsnim učenikom.
U njegovom građenju znanja književnog hrvatskog su mu pomogli vrsni gimnazijski profesori i korištenje knjižnice svog skrbnika Ivana Antunovića. 
Njegovo seljačko podrijetlo ga je upućivalo na jedno od najčešćih ondašnjih zanimanja seljačke djece - na odlazak u svećenike ili redovnike. Iako se želio pridružiti premonstratenškom redu, na molbu rođaka Ivana Antunovića, Franjo odlazi u franjevce.
Novicijatsku godinu je proveo u Beču 1881. – 82., gdje je naučio njemački, i druženjem s hrvatskim istomišljenicima učvrstio svoje hrvatske stavove. Filozofiju je studirao u Vukovaru i Dunaföldvaru. Bogosloviju dovršava u Baji. Ondje 1886. prima svećenićki red. Dok je bio u sjemeništu, Ilija Kujundžić je zabilježio da je Evetović klericima u sjemenište donašao od Ivana Antunovića hrvatske tiskovine Obzor, Vienac, Kuhačeve popijevke i druge.
Radio je kasnije kao lektor filozofije u Dunaföldvaru, u Baji kao profesor crkvenog prava i povijesti i kasnije kao gvardijan franjevačkog samostana. Potom prelazi u svjetovne svećenike. Od 1899. je kapelan u Pečuškoj biskupiji, u Baranji, u mjestu Egragu. Ondje je od župnika naučio francuski.
Poslije odlazi u Slavoniju, gdje je kapelan u Valpovu, župnik u Veliškovcima i Harkanovcima. Tada se rodila misao o osnivanju Kluba književnika i umjetnika u Osijeku, što se ostvarilo 3. listopada 1909.
Od 1912. je župnik u Valpovu. Trebao je ondje postati i opatom, što je osujećeno. Smatra se da je to zbog slavenofobnih stavova grofa Zichija, ondašnjeg tajnika pečuškog biskupa, kasnije kaločkog nadbiskupa.
Bolovao je od raka želudca, što je bilo i razlogom njegove smrti. Pokopan je u Valpovu.
Bio je prvi književnik bačkih Hrvata koji je bio hrvatski književnik i pisao hrvatskim književnim jezikom. 
Surađivao je s Maticom hrvatskom, časopisom "Nevenom" i "Vijencem".
U književnosti se javlja 1884. za bogoslovskih dana. Spisateljskim radom se bavio do same smrti.
Objavio je zbirke pjesama "Sretni i nujni časi" (Harkanovci, 1908.), a tu svoju prvu zbirku je posvetio "Hrvatskoj velikašici, dobrotvorki hrvatskoga naroda, presvijetloj gospođi grofici Juliani Normann–Ehrenfelškoj".
Poslije njegove smrti objavljene su mu knjige "Iz pjesama Ante Miroljuba Evetovića" (u Osijeku, 1931.) i "Spomen izdanje Ante Evetovića Miroljuba" (u Subotici, 1931.).
U svojim pjesmama se otvoreno i javno priznavao Hrvatom, opjevavao je svoj hrvatski rod, sunarodnjake Hrvate i Hrvatsku. (pr. 1908., "hrvatskoga roda ja sam pjesnik").
Dana 16. kolovoza 1936. mu je otkriven spomenik (poprsje, djelo Ivana Meštrovića) ispred katedrale Svete Terezije Avilske, u sklopu službenog dijela proslave povodom 250. obljetnice od doseljenja veće skupine Bunjevaca Hrvata u Bačku. Za mađarske okupacije u drugom svjetskom ratu, spomenik mu je bio uklonjen, a nakon duljeg vremena je spomenik vraćen na staro mjesto.
Svojim djelima je ušao u antologiju poezije bunjevačkih Hrvata iz 1971., sastavljača Geze Kikića, u izdanju Matice hrvatske.

## Vanjske poveznice
- Hrvatski glasnik  Arhivirana inačica izvorne stranice od 29. rujna 2007. (Wayback Machine)
- Knjiga  Arhivirana inačica izvorne stranice od 29. rujna 2007. (Wayback Machine) Hrvatski književnici u Mađarskoj
- Antologija poezije bunjevačkih Hrvata  Arhivirana inačica izvorne stranice od 17. travnja 2008. (Wayback Machine)